# Ху Хэшэн
Ху Хэшэн (кит. 胡和生; 20 июня 1928, Шанхай — 2 февраля 2024) — китайская женщина-математик, академик Академии наук КНР.

## Биография
Родилась в Шанхае, окончила математический факультет Чжэцзянского университета в 1952 году. С 1952 по 1956 работала научным сотрудником Института математики Академии наук КНР. С 1956 работает в Университете Фудань в Шанхае — доцент, затем профессор. Вела исследовательскую группу в университете Фудань в течение 1980-х и 1990-х годов.
В 1991 избрана академиком Академии наук Китая.
Была вице-президентом Китайского математического общества и президентом Шанхайского математического общества. В 2002 выступила с лекцией Эмми Нётер во время Международного математического конгресса в Пекине.
Основные труды в области дифференциальной геометрии. Её муж Гу Чаохао — также известный математик, был президентом научно-технического университета Китая.